# Anna Egter van Wissekerke
Anna Egter van Wissekerke (* 23. September 1872 in Den Haag, Niederlande; † 23. Februar 1969 in Laren), auch Antje Egter van Wissekerke und Anna Wilhelmina Elisabeth Maria Egter van Wissekerke, war eine niederländische Malerin, Grafikerin und Zeichnerin. 

## Leben und Werk
Anna Egter van Wissekerke erhielt ihre Ausbildung beim niederländischen Maler und Kunsthistoriker Hendricus Petrus Bremmer und in verschiedenen Ateliers in München. Motive in ihren Zeichnungen, Radierungen und Lithografien sind Landschaften, Stillleben, Porträts und Stadtansichten.
Ihre Werke wurden im Winter 1939–1940 in der Ausstellung „Onze Kunst van Heden“ (Unsere Kunst von heute) im Rijksmuseum Amsterdam gezeigt. Das Kröller-Müller Museum in Otterlo (Niederlande) besitzt Werke von Anna Egter van Wissekerke.